# 충북비즈니스고등학교
충북비즈니스고등학교(忠北비즈니스高等學校)는 대한민국 충청북도 증평군 증평읍 초중리에 있는 공립 고등학교이다.

## 학교 연혁
- 1974년 12월 27일 : 증평여자고등학교 설립 인가(9학급)
- 1975년 3월 7일 : 증평여자고등학교 개교
- 1985년 7월 12일 : 본관 신축 (교실 21, 특별실 3) 준공
- 1992년 3월 1일 : 증평상업고등학교로 교명 변경 18학급(상업과, 정보처리과, 보통과 각2학급)
- 1998년 9월 21일 : 학과명칭 변경 승인(보통과에서 경영정보과로 변경 승인)
- 2001년 3월 1일 : 증평정보고등학교로 교명 변경(무계열 총정원제 통합형고등학교)
- 2006년 4월 6일 : 후관 준공식(보통교실 6실, 특별실 12실)
- 2007년 3월 1일 : 도교육청 지정 「통합형 자율학교 운영」(3년)
- 2013년 3월 1일 : 교육부지정 스마트 교육 연구학교 운영(2013. 3. ~ 2015. 2.)
- 2022년 3월 1일 : 충북비즈니스고등학교로 교명 변경
- 2023년 12월 18일 : 제47회 졸업식 (졸업생 84명, 누계 10,707명)
- 2024년 3월 4일 : 2024학년도 입학식(남 60명, 여 64명 합 124명)

## 설치 학과
- 뷰티미용과
- 조리과학과
- 미디어콘텐츠과
- 유통마케팅과
- 금융회계과

## 참고 자료
- 충북비즈니스고등학교 - 한국교육학술정보원 학교알리미